# Rachel Pain
Rachel Pain, née le 16 août 1968 dans le Northumberland, est une géographe britannique, professeure de géographie humaine à l'université de Newcastle. 
Ses recherches portent entre autres sur la sécurité communautaire, le traumatisme ou les peurs féminines. Elle développe le concept de traumatisme urbain chronique. Son travail lui vaut de nombreuses distinctions, comme le Prix Distinguished Practice Award de l'Union Géographique Internationale en 2022. Elle est membre de l'Académie des sciences sociales.

## Biographie
Rachel Pain est professeure de géographie humaine à l'université de Newcastle,. En 2018, elle est élue membre de l'Académie des sciences sociales en 2018. Elle donne en 2020 la conférence Distinguished Janice Monk dont le titre est Trauma collectif : « Isolement et banalisation de la violence fondée sur le genre ». En 2022, elle donne la conférence plénière au congrès annuel des géographes britanniques (Royal Geographical Society with Institut of British Geographers).    
Elle est aussi ancienne directrice-adjointe du département de géographie de l'Université de Durham. Elle est cofondatrice/directrice du Centre pour la justice sociale, l'action communautaire la recherche participative. Elle s'est engagée en faveur de la géographie participative.

## Travaux
Ses travaux s'inscrivent en géographie sociale et s'inspirent de la géographie féministe, de la recherche-action et des méthodes participatives.
Elle publie de nombreux articles sur les violences, la sécurité communautaire, le traumatisme ou encore la peur,. Elle montre notamment comment l'environnement participe de la construction des peurs féminines au détriment d'autres espaces pensés comme plus sécurisants en particulier le domicile,. Elle porte une attention particulière aux questions de violences sexistes,,.
Elle reçoit en 2019 le prix du meilleur article de la revue Urban Studies (en) pour son article intitulé « Chronic urban trauma: The slow violence of housing dispossession (Traumatisme urbain chronique : La lente violence de la dépossession du logement) ». L'article s'inspire de la psychiatrie féministe et de l'analyse postcoloniale pour développer le concept de traumatisme urbain chronique, c'est-à-dire l'effet psychologique de la violence qui repose sur une dynamique relationnelle continue. Basé sur un projet de recherche-action portant sur le déclin et la destruction des logements sociaux dans un ancien village minier du nord-est de l'Angleterre, Rachel Pain analyse les effets temporels et spatiaux de la slow violence (en). Elle distingue deux types de traumatisme urbain.

« Mon évocation du traumatisme urbain chronique fait la différence entre, d'une part, les lectures du traumatisme urbain qui se concentrent principalement sur la récupération après des événements spectaculaires dans la ville et, d'autre part, les récits qui s'appuient sur des cadres postcoloniaux et/ou féministes du traumatisme et de l'urbain. »

Elle montre que les traumatismes urbains chroniques sont ancrés dans les lieux, ce qui permet de considérer leur caractère itératif et d'envisager des formes de reconstruction en lien avec les aménagements et l'urbanisme.

## Prix
- 2022 - Prix Distinguished Practice de l'Union Géographique Internationale[19]
- 2022 - Prix Janice Monk de la commission de géographie féministe de l'Association of American Geographers
- 2019 - Prix du meilleur article de la revue Urban Studies (en)[15]
- 2018 - Fellow de l'Académie des sciences sociales du Royaume-Uni[20]
- 2009 - Prix Julian Minghi Outstanding Research du groupe de travail en géographie politique de l'Association of American Geographers, pour Fear : Critical Geopolitics and Everyday Life, avec Susan Smith[21]
- 2008 - Prix de la Royal Geographical Society Gill Memorial pour ses contributions à la géographie sociale et à la recherche participative[22]
- 2005 - Prix Philip Leverhulme[23]

## Principales publications
Selon Scopus, elle a un indice h de 42.
- (en) Introducing social geographies, Arnold, 2001 (ISBN 978-1-4441-1872-8, 1-4441-1872-2 et 978-0-203-78545-4, OCLC 54836650)
- (en) Sara Louise Kindon, Rachel Pain et Mike Kesby, Participatory action research approaches and methods : connecting people, participation and place, 2007 (ISBN 978-0-415-40550-8, 0-415-40550-5 et 978-0-203-93367-1, OCLC 152559184, lire en ligne)
- (en) Susan Smith et Rachel Pain, The SAGE handbook of social geographies, SAGE, 2010 (ISBN 978-1-4462-0675-1, 1-4462-0675-0 et 0-85702-111-7, OCLC 806959080, lire en ligne)
- (en) Fear : critical geopolitics and everyday life, Routledge, 2016 (ISBN 978-1-315-58205-4, 1-315-58205-8 et 978-1-317-13617-0, OCLC 952933565).
- (en) Newcastle Social Geographies Collective, Social geographies : an introduction, 2021 (ISBN 978-1-78661-229-8, 1-78661-229-1 et 978-1-78661-230-4, OCLC 1157708160, lire en ligne)
- (en) Vania Ceccato, The urban fabric of crime and fear, Springer, 2012 (ISBN 978-94-007-4210-9 et 94-007-4210-X, OCLC 796990819), chap. 2 (« Urban security : Whose security ? Everyday responses responses to urban fear »).